# Deola
Eliton Deola, conhecido simplesmente como Deola (Céu Azul, 19 de abril de 1983), é um ex-futebolista brasileiro que atuava como goleiro. No Palmeiras, conquistou a Copa do Brasil de 2012.

## Carreira
Deola teve passagens por vários clubes de São Paulo antes de estrear pelo Palmeiras, como o Guarani, Juventus, Grêmio Barueri e Sertãozinho. Mas foi na equipe alviverde da capital paulista que conseguiu sua maior visibilidade na carreira futebolística.
Em julho de 2012, com a ascensão do antigo reserva Bruno, foi emprestado ao Vitória, onde se destacou ao conquistar o acesso para a Série A no final do ano. No início do ano seguinte, assumiu a faixa de capitão do rubro-negro baiano.

### Início
Começou como goleiro, aos 8 anos, no futsal. Aos 12 passou para o futebol de campo. Com 14 fez testes para o Guarani, para a Ponte Preta, mas foi no Atlético Sorocaba que iniciou sua carreira.
Em setembro de 1999, ainda no Juvenil do Atlético Sorocaba, disputou no mesmo grupo em que estava o Palmeiras. Durante um jogo no CT da Barra Funda venceu do Palmeiras por 1 x 0, surpreendendo o time alviverde.

### Chegada ao Palmeiras
A comissão inteira do Felipão acompanhou o jogo em que sua participação foi fundamental. Em 2000, o Palmeiras fundava o Palmeiras B, foi então contratado para compor esta categoria e as categorias de base Juvenil e Juniores. Pelo Juvenil, disputou o Campeonato Paulista. Pelo Juniores, a Copa SBS Cup Sub 19, no Japão. Sendo em ambas vice-campeão. Ainda nesse ano, conseguiu acesso para a Série B1 do Campeonato Paulista, pelo Palmeiras B.

### Idas e vindas
No primeiro semestre de 2001, aconteceu seu primeiro empréstimo para o Sãocarlense, no segundo semestre, retornando para o Palmeiras B, obteve acesso para a Série A3 do Campeonato Paulista.
Em 2002, convocado por Vanderlei Luxemburgo, pela primeira vez fez parte da equipe principal, como terceiro goleiro, na qual, ao lado dos companheiros Sérgio e Diego Cavalieri, disputou a Copa dos Campeões. Voltando para os Juniores, foi campeão da Copa BH e do Campeonato Paulista.
Em 2003, foi vice-campeão da Copa São Paulo de Futebol Júnior. Posteriormente, foi emprestado para o Matonense, retornando para o Palmeiras ao final da temporada.
Em 2005, subiu novamente para disputar a Série A2 do Campeonato Paulista, feito inédito para o Palmeiras B. Em maio de 2006, foi emprestado para o Guarani, onde conquistou a titularidade e disputou seu primeiro Campeonato Brasileiro da Série B.
No início de 2007, foi transferido para o Juventus-SP, onde disputou seu primeiro Campeonato Paulista da Série A1. Após o bom desempenho no Campeonato Paulista, seguiu para o Grêmio Barueri, para disputar outro Brasileirão da Série B.
Em janeiro de 2008, foi novamente emprestado, desta vez para o Sertãozinho, para mais um Paulistão da Série A1. Em maio, retornou em definitivo para o Palmeiras. Desta vez integrado ao elenco principal, mais uma vez sob o comando de Vanderlei Luxemburgo.

### Estreia como titular no Palmeiras
Após nove anos de espera, em 1 de fevereiro de 2009, com o goleiro Marcos contundido, fez sua estreia pelo time principal, na vitória de 3 a 2 sobre a Ponte Preta. Foi a partir do segundo semestre de 2010, no entanto, que Deola começou a ter uma sequência maior de jogos como titular do Palmeiras, mas o posto ainda tinha Marcos como dono, tanto que Deola só assumiu definitivamente a posição após a aposentadoria do pentacampeão mundial, no início de 2012.
O goleiro fez bons jogos, mas a pressão por títulos no Palmeiras e a própria responsabilidade de substituir o ídolo Marcos fizeram com que ele fosse alvo de críticas ao final do Campeonato Paulista daquele ano. Na sequência, perdeu a condição de titular do alviverde para o jovem Bruno, que foi importante na conquista do título invicto da equipe da Copa do Brasil de 2012.

### Empréstimo ao Vitória
No dia 23 de julho de 2012, com poucas oportunidades no Palmeiras devido a ascensão de Bruno, Deola acertou seu empréstimo ao Vitória, onde disputou a Série B do Campeonato Brasileiro. Foi titular absoluto na conturbada camisa 1 do rubro-negro baiano, que estava sem dono e vinha sendo revezada pelos três goleiros do elenco.
Deola estreou pelo Vitória no dia 28 de julho, contra a equipe do CRB, jogo vencido por 1 a 0. Só veio a sofrer seu primeiro gol pela equipe baiana na terceira partida disputada, o único da derrota contra o Bragantino. Com grandes defesas e atuações destacadas, rapidamente agradou também aos torcedores. No mesmo ano, o Vítória se classificou em quarto lugar na Série B, condição que levou a equipe de volta para a Série A do Campeonato Brasileiro.
Ao final da temporada, com o êxito no projeto de retorno à primeira divisão do futebol brasileiro e satisfeito no clube, Deola aceitou renovar seu empréstimo com o Vitória por mais um ano, e ainda recebeu a faixa de capitão da equipe sob o comando do novo treinador Caio Júnior. No seu primeiro clássico Ba-Vi desde que assumiu a camisa 1 do rubro-negro baiano, Deola foi um dos grandes destaques da partida, realizando defesas fundamentais para a goleada por 5 a 1 sobre o grande arquirrival Bahia.

### Empréstimo ao Atlético Sorocaba
Acertou no dia 6 de janeiro de 2014, com o Atlético Sorocaba por empréstimo até o final do Paulistão de 2014.

### Volta ao Palmeiras
Voltou ao Palmeiras em meados de 2014, após empréstimo para o Atlético Sorocaba, com dores lombares, recuperou-se, após a saída de Gilson Kleina, Deola foi reintegrado, e participou dos treinos normalmente.
Voltou à condição de titular do Palmeiras no jogo contra o Flamengo, pelo Campeonato Brasileiro, no dia 17 de setembro de 2014, quando a equipe alviverde empatou por 2 a 2 com a equipe carioca.
Na segunda partida como titular, tomou seis gols na derrota por 6 a 0 do Palmeiras ante o Goiás, no Estádio Serra Dourada, pelo Campeonato Brasileiro. O placar da partida igualou a pior marca da equipe na história da competição. 

### Empréstimo ao Fortaleza e fim do contrato com o Palmeiras
Sem aproveitar a chance de recuperar definitivamente a condição de titular, Deola perdeu espaço no Palmeiras novamente. Com este quadro desfavorável, o Palmeiras decidiu emprestá-lo ao Fortaleza e o anúncio foi feito ainda nos últimos dias de 2014. Conforme os detalhes do empréstimo, Deola disputará toda a temporada de 2015 pelo clube.
Após mau começo no Leão do Pici, Deola ficou a temporada toda após o Cearense, sem atuar, em dezembro, seu contrato de empréstimo com o Fortaleza se encerrou e ele acabou voltando ao Verdão. No entanto, após longo vínculo com o Palmeiras, seu contrato com o clube venceu no final de 2015 e não foi renovado.

### ASA e CRB
No dia 13 de julho de 2020, visando o retorno do Campeonato Alagoano de 2020, o ASA de Arapiraca anunciou a contratação de Deola. Pelo alvinegro arapiraquense, Deola atuou nas duas partidas restantes da fase de grupos, classificando o ASA para as semifinais. Atuou ainda na semifinal, na derrota nos pênaltis contra o CRB, partida na qual chamou a atenção do Galo. Deola ainda atuou na disputa do 3° lugar contra o Murici e na seletiva contra o mesmo Murici, que valia vaga na Copa do Brasil de 2021, totalizando assim 6 partidas. No dia 17 de agosto de 2020, 1 mês após sua contratação, anunciou a sua saída.
No mesmo dia 17 de agosto de 2020, foi anunciado pelo Presidente do CRB, Marcos Barbosa, como novo reforço do Galo para a Série B. Logo após, houve controvérsias e a negociação entre o Galo e o goleiro foi encerrada, assim nem estreiando pelo time.

### Independente do Pará e Aposentadoria
Deola anunciou sua aposentadoria do Futebol, aos 40 anos de idade. Sua decisão foi tomado após romper ligamento durante a pré-temporada pelo Independente Atlético Clube.

### Volta aos Gramados pelo Futebol de 7
No dia 10 de maio de 2024, Deola foi anunciado como nova contratação do Desimpedidos Esporte Clube, time ligado ao canal Desimpedidos do YouTube que irá o jogar o The Soccer Tournament, uma federação de Futebol de 7, que tem como dono Chris Paul, jogador do Golden State Warriors.

## Títulos
Palmeiras
- Taça Belo Horizonte: 2002 (Categorias de Base)
- Campeonato Paulista Sub-20: 2002 (Categorias de Base)
- Copa do Brasil: 2012
- Troféu Gustavo Lacerda Beltrame: 2010
- AEGON AJAX Internacional Challenge: 2012[23]
- Troféu Julinho Botelho: 2014

Vitória
- Campeonato Baiano : 2013

Fortaleza
- Campeonato Cearense: 2015

América RJ
- Taça Santos Dumont: 2019

### Prêmios Individuais
- 8° Melhor Goleiro do Campeonato Brasileiro de 2010
- Goleiro menos vazado do Campeonato Paulista de 2011
- Goleiro menos vazado do Campeonato Cearense de 2015